# 가토트카차 (왕)
가토트카차(굽타 문자:  가토트카차, IAST: Ghaṭotkaca, 재위: 기원후 3세기 후반 - 4세기 초반)는 북인도의 제국 전 굽타 왕이었다. 그는 왕조의 창시자인 스리굽타의 아들이자 왕조의 첫 번째 황제인 찬드라굽타 1세의 아버지였다.

## 시기
현대 역사가들은 굽타 달력 시대의 시작을 기원후 318-319년으로 본다. 이 시대는 아마도 찬드라굽타 1세가 굽타 왕위에 오른 것을 의미하며, 이는 가토트카차의 통치가 이 무렵에 끝났음을 뜻한다.
그의 통치 시작 시기는 불확실하다. 그의 통치에 대한 다양한 추정치는 다음과 같다.
- R. K. 무케르지: 280-319년
- A. S. 알테카르: 290-305년
- 테지 람 샤르마: 295-319년
- V. A. 스미스: 300-320년
- 화폐학자 P. L. 굽타 및 역사가 S. R. 고얄: 300-319년

## 정치적 지위
알라하바드 기둥 비문은 굽타와 가토트카차에게는 마하라자 (, "대왕") 칭호를 사용하는 반면, 가토트카차의 아들 찬드라굽타 1세에게는 마하라자디라자("대왕중왕") 칭호를 사용한다. 후기에는 마하라자 칭호가 봉건 통치자들에 의해 사용되었는데, 이는 굽타와 가토트카차가 봉건 왕이었을 가능성을 시사한다. 그러나 굽타 이전과 이후 시대 모두에서 최고 주권자들이 마하라자 칭호를 사용한 사례가 여러 번 있으므로, 확실하게 말할 수는 없다. 하지만 굽타와 가토트카차가 찬드라굽타 1세보다 낮은 지위와 약한 권력을 가졌다는 점은 의심할 여지가 없다.

## 재위
가토트카차는 리차비 공주 쿠마라데비와 그의 아들 찬드라굽타 1세의 결혼을 통해 리차비와의 혼인 동맹을 맺는 데 기여했을 수도 있다. 역사가 V. A. 스미스는 이 사건의 연대를 기원후 308년경으로 본다. 굽타 비문은 쿠마라데비를 제외하고는 왕조 왕비들의 부계 가족을 언급하지 않는데, 이는 굽타 가문이 쿠마라데비와 찬드라굽타의 결혼을 중요한 사건으로 여겼음을 시사한다.
역사가 H. C. 라이차우두리는 전설적인 인물 가토트카차의 죄악을 묘사하는 일부 마하바라타 이야기들이 굽타 왕 가토트카차에 대한 존경심 때문에 서사시의 최종 편집에서 생략되었다는 이론을 제시했다.

### 참고 문헌
- Ashvini Agrawal (1989). 《Rise and Fall of the Imperial Guptas》. Motilal Banarsidass. ISBN 978-81-208-0592-7.
- R. C. Majumdar (1981). 《A Comprehensive History of India》. 3, Part I: A.D. 300-985. Indian History Congress / People's Publishing House. OCLC 34008529.
- Tej Ram Sharma (1989). 《A Political History of the Imperial Guptas: From Gupta to Skandagupta》. Concept. ISBN 978-81-7022-251-4.